# ۲۷ نوامبر
۲۷ نوامبر در تقویم گرگوری، سیصد و سی و یکمین (در سال‌های کبیسه سیصد و سی و دومین) روز سال است. ۳۴ روز تا پایان سال باقی است.

## رویدادها
۲۰۲۰ – محسن فخری زاده، دانشمند ارشد هسته ای ایران در حوالی تهران ترور شد.

## زادروزها
- ۱۱۱ – آنتینوس، معشوق همجنس‌گرای امپراتور روم، هادریان.
- ۱۱۲۷ – امپراتور شیان زونگ، یازدهمین امپراتور دودمان سونگ در چین و دومین امپراتور دودمان سونگ جنوبی.
- ۱۷۰۱ – آندرس سلسیوس،دانشمند سوئدی او در سال ۱۷۴۲ دماسنج سلسیوس را عرضه کرد.
- ۱۷۴۳ – ژان پل مارا، از سران انقلاب کبیر فرانسه.
- ۱۸۵۷ – چارلز شرینگتون، زیست‌شناس انگلستانی برنده جایزه نوبل فیزیولوژی و پزشکی در سال ۱۹۳۲ به خاطرکشف نورونها.
- ۱۸۶۷ – شارل کوکلن، آهنگساز فرانسوی.
- ۱۸۷۴ – حییم وایزمن،شیمی‌دان، رئیس سازمان جهانی صهیونیسم، کاشف اَسِتون، استاد دانشگاه و اولین رئیس‌جمهور اسرائیل.
- ۱۹۰۳ - لارس اونزاگر، شیمیدان امریکایی نروژی و برنده جایزه نوبل شیمی در سال ۱۹۶۸ به خاطر کشف موازنه‌ای لارس اونزاگر.
- ۱۹۰۷ - ال. اسپراگ دی کمپ،نویسنده ادبی، یک نویسنده گونهٔ علمی-تخیلی و خیال‌پردازی و یک تاریخدان آماتور.
- ۱۹۰۹ - جیمز آگی،روزنامه‌نگار، فیلم‌نامه‌نویس، شاعر، منتقد فیلم و مولف آمریکایی و برنده جایزه پولیتزر برای داستان در سال ۱۹۵۸.
- ۱۹۳۲ - بنینو آکینو،سناتور و فعال سیاسی مخالف حکومت فردیناند مارکوس دیکتاتور پیشین فیلیپین.
- ۱۹۳۳ - ژاک گودبو،رمان‌نویس،شاعر،دراماتورژ و نویسنده قرن بیستم میلادی اهل فرانسه.
- ۱۹۳۴ - عمو بابا، مشهورترین مربی و بازیکن عراق.
- ۱۹۴۰ - بروس لی، استاد ورزش‌های رزمی و بازیگر.
- ۱۹۴۲ - جیمی هندریکس نوازنده گیتار، آهنگساز و خواننده
- ۱۹۴۷ - اسماعیل عمر غیله رئیس‌جمهور وقت کشور جیبوتی از سال ۱۹۹۹ تاکنون به مدت سه دوره متوالی ۶ ساله.
- ۱۹۵۰ - امیل یعقوب، زبان‌شناش، دانشگاهی و نویسندهٔ لبنانی.
- ۱۹۵۱ - کاترین بیگلو کارگردان آمریکایی.
- ۱۹۵۲ - جیم ودربی فضانورد اهل کشور ایالات متحده آمریکا.
- ۱۹۵۵ - بیل نای آموزگار علوم آمریکایی، کمدین، مجری تلویزیونی، نویسنده و دانشمند.
- ۱۹۵۶ - ویلیام فیکنر بازیگر آمریکایی.
- ۱۹۵۷ - کارولین کندی نویسنده، حقوق‌دان، دیپلمات و سفیر ایالات متحده آمریکا در ژاپن وی دختر جان اف. کندی، سی و پنجمین رئیس‌جمهور آمریکا و ژاکلین کندی اوناسیس است.
- ۱۹۶۰ - یولیا تیموشنکو نخست وزیر سابق اوکراین، و رهبر «حزب میهن».
- ۱۹۶۴ - روبرتو مانچینی بازیکن پیشین و مربی فوتبال ایتالیایی.
- ۱۹۶۴ - دیوید راکوف نویسندهٔ متولد کانادا و ساکن آمریکا بود که جایزهٔ آمریکایی «توربر» برای طنز را در کارنامه داشت.
- ۱۹۶۸ - مایکل وارتان بازیگر فرانسوی-آمریکایی.
- ۱۹۷۳ - شارلتو کوپلی بازیگر اهل آفریقای جنوبی.
- ۱۹۷۸ - رادک اشتپانک تنیس‌باز اهل کشور جمهوری چک.
- ۱۹۷۹ - هیلاری هان نوازنده ویولون اهل آمریکا.
- ۱۹۸۱ - برونو آلوز بازیکن فوتبال اهل کشور پرتغال.
- ۱۹۸۷ – احمد شاغو، بازیکن فوبتال اهل مراکش

## مرگ‌ها
- ۶۰۲ – موریس، از امپراتوران بیزانس یا روم شرقی در سدهٔ ششم میلادی.
- ۱۶۸۰ – آتاناسیوس کریچر،کشیش، پزشک و فیزیک‌دان آلمانی قرن ۱۷ میلادی.
- ۱۸۵۲ – ایدا لاولیس،ریاضی‌دان و نخستین برنامه‌ساز رایانه.
- ۱۸۹۵ – الکساندر دوما (پسر)،نویسنده و نمایشنامه نویس و رمان نویس فرانسوی فرزند الکساندر دوما (پدر).
- ۱۹۱۶ – امیل وراران،شاعر و نمایش‌نامه‌نویس قرن نوزدهم میلادی اهل بلژیک.
- ۱۹۵۳ – یوجین اونیل،نمایشنامه‌نویس برجستهٔ آمریکایی برندهٔ جایزهٔ ادبی نوبل در سال ۱۹۳۶.
- ۱۹۵۳ – آرتور هونگر،آهنگساز سوئیسی-فرانسوی.
- ۱۹۷۰ – هلن مدیسون، ورزشکار زن رشتهٔ شنا اهل کشور ایالات متحده آمریکا.
- ۱۹۷۸ – هاروی میلک،سیاست‌مدار آمریکایی.
- ۱۹۹۰ – دیوید وایت،بازیگر سینما و تلویزیون آمریکایی.
- ۲۰۰۰ – لن شکلتن، بازیکن فوتبال اهل کشور انگلستان.
- ۲۰۱۱ – گری اسپید، بازیکن سابق فوتبال اهل ولز.